# Deutsch-Polnisches Forschungsinstitut
Das Deutsch-Polnische Forschungsinstitut (poln. Polsko-Niemiecki Instytut Badawczy, eng. German-Polish Research Institute) war eine gemeinsam von der Europa-Universität Viadrina in Frankfurt (Oder) und der Adam-Mickiewicz-Universität in Posen (Uniwersytet im. Adama Mickiewicza w Poznaniu) unterhaltene wissenschaftliche Forschungseinrichtung mit Sitz im Collegium Polonicum in Słubice. Es wurde mit dem vom Präsidenten der Europa-Universität Viadrina Gunter Pleuger und vom Rektor der Adam-Mickiewicz-Universität Bronisław Marciniak unterzeichneten Gründungserlass vom 19. Oktober 2012 geschaffen. Zum 31. Dezember 2018 wurde es aufgelöst.

## Gründungsgeschichte
Mit dem Beitritt Polens zur Europäischen Union und zum Schengen-Raum 2004/2007 verlor die Europa-Universität Viadrina angesichts der europaweit möglich gewordenen Mobilität von Wissenschaftlern und Studierenden grundsätzlich ihr Alleinstellungsmerkmal als Ort deutsch-polnischer grenzüberschreitender Lehre und Forschung. Dem den Anspruch als Europa-Universität bildende Gründungsauftrag, „außenpolitisch im deutsch-polnischen Verhältnis und kulturell mit Blick auf Europa besondere Aufgaben zu erfüllen“, wurde die Europa-Universität Viadrina so zunehmend, auch aus Sicht einiger ihrer Gründerväter, nicht mehr gerecht. Die Gründung des Deutsch-Polnischen Forschungsinstitut stellte neben denen des Zentrums für interdisziplinäre Polen-Studien und des Forschungszentrums B/ORDERS IN MOTION an der Europa-Universität Viadrina einen der drei Eckpfeiler einer großangelegten Initiative unter dem Universitätspräsidenten Gunter Pleuger dar, mit der die Europa-Universität Viadrina wieder ihrem Gründungsauftrag entsprechend an Profil gewinnen sollte.
Die Gründung des Deutsch-Polnischen Forschungsinstituts erfolgte gemeinschaftlich mit der Adam-Mickiewicz-Universität, mit der die Europa-Universität Viadrina seit 1991 in Form des Collegium Polonicum in Słubice als gemeinsame Lehr- und Forschungseinrichtung kooperiert. Die Vereinbarung über die Gründung wurde am 2. März 2012 in Posen unterzeichnet, der Gründungserlass selbst von Präsident Pleuger und Rektor Marciniak am 19. Oktober 2012 in Słubice.

## Struktur des Instituts

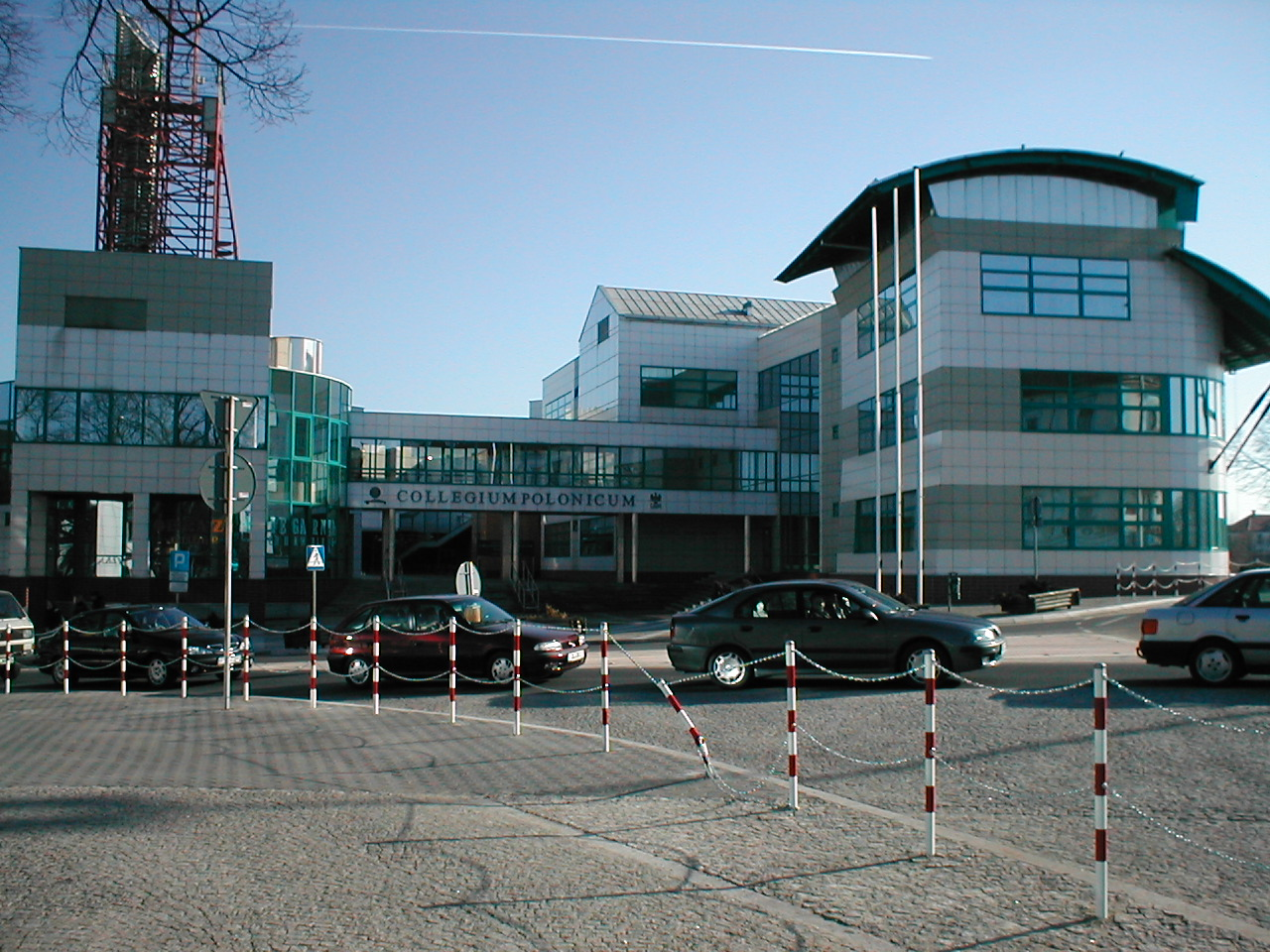
Collegium Polonicum in Słubice, Sitz des Deutsch-Polnischen Forschungsinstituts

Das Deutsch-Polnische Forschungsinstitut stellte eine keiner Fakultät zugeordnete, direkt dem Rektor unterstellte Einheit der Adam-Mickiewicz-Universität dar und unterlag ausschließlich dem Hochschulrecht und sonstigen Bestimmungen Polens. Sein transnationaler Charakter beruhte auf der eine Anlage zum von Europa-Universität Viadrina und Adam-Mickiewicz-Universität gemeinsam unterzeichneten Gründungserlass bildenden Institutsordnung. In ihr wurde das Deutsch-Polnische Forschungsinstitut bezeichnet als „eine gemeinsame Forschungseinrichtung der Europa-Universität Viadrina in Frankfurt (Oder) und der Adam-Mickiewicz-Universität Poznań. (...) Das Institut untersteht dem Rektor der Adam-Mickiewicz-Universität in Poznań und dem Präsidenten der Europa-Universität Viadrina in Frankfurt (Oder).“ Beschlüsse u. a. zu Forschungstätigkeiten, Haushalt, Personalfragen waren entsprechend von beiden gemeinsam zu treffen. Die Aufsicht über die Verwendung der von Adam-Mickiewicz-Universität wie Europa-Universität Viadrina bereitgestellten Mittel und über die inhaltliche Ausrichtung der Forschungstätigkeit des Instituts hatte der aus Vertretern beider Hochschulen gebildete Institutsrat. Diese auf partnerschaftlichen Vereinbarungen beruhende Rechtskonstruktion, die grundsätzlich so für verschiedene nach außen als grenzüberschreitende Institution auftretende Kooperationen wie Europaregionen oder auch das Collegium Polonicum selbst üblich ist, ermöglicht den Einsatz von Personal, Finanzmitteln und sonstigen Ressourcen jenseits bzw. von jenseits der jeweiligen eigenen Staatsgrenze. Die für das Deutsch-Polnische Forschungsinstitut von den beiden Partneruniversitäten bereitgestellten Forschungsmittel konnten so gemeinsam verwaltet werden, auch wenn sie rechtlich in zwei Universitätshaushalten nach den jeweiligen Bestimmungen und nationalen Vorschriften abgerechnet werden mussten. Von den 14 Beschäftigten des Institutes unterstanden zwölf arbeitsrechtlich der Adam-Mickiewicz-Universität und zwei der Europa-Universität Viadrina. Deren Auswahl war jedoch in allen Fällen gemeinsam von beiden Hochschulen auf Grundlage einer gemeinsamen Ausschreibung getroffen worden. Es handelte sich (ohne Institutsdirektor) um fünf männliche und acht weibliche Institutsangehörige, davon fünf Professor(inn)en und eine technische sowie sieben promovierte wissenschaftliche Mitarbeiter(innen). Diese hatten in zehn Fällen die polnische, in einem die deutsche und in zwei die polnische wie die deutsche Staatsangehörigkeit. In fünf Fällen handelte es sich um aus anderen Fakultäten der Adam-Mickiewicz-Universität versetzte Mitarbeiter(innen), die in drei Fällen zuvor am Collegium Polonicum und in zwei am Universitätshauptsitz in Poznań ansässig gewesen waren. Die übrigen acht Stellen wurden an externe Bewerber vergeben.

## Aktivitäten
Aufgabe des Instituts war laut seiner Institutsordnung die Durchführung von Forschungsprojekten „im Bereich der europäischen Integration, der Grenzregionen und der vergleichenden Problematik im internationalen und interkulturellen Aspekt“. Diese war somit identisch mit dem im interministeriellen Abkommen 2002 festgelegten und bis heute gültigen, bewusst interdisziplinär ausgerichteten Forschungsschwerpunkt für das Collegium Polonicum, zu dessen wissenschaftlicher Profilierung es beitragen sollte. Dementsprechend umfassten die von den Institutsangehörigen vertretenen Wissenschaftsbereiche die Geisteswissenschaften, darunter Sprach-, Literatur-, Kultur- und Geschichtswissenschaft, die Raumwissenschaften, darunter Geographie sowie Stadt- und Regionalplanung, die Biowissenschaften, darunter Ökologie und Hydrobiologie, sowie die Rechtswissenschaften. Den besonderen Standort des Instituts direkt an der Oderbrücke zwischen Frankfurt und Słubice berücksichtigend, bildete dabei die Erforschung von Grenzen und Grenzräumen im weiteren Verständnis wie im deutsch-polnischen Kontext eine besondere Forschungsproblematik.
Die zahlreichen Forschungsvorhaben des Instituts wurden überwiegend in Zusammenarbeit mit deutschen, polnischen und internationalen Forschungseinrichtungen durchgeführt und sind von deutschen, polnischen und deutsch-polnischen Institutionen, u. a. jeweils in mehreren Fällen der Deutsch-Polnischen Wissenschaftsstiftung (DPWS), dem Nationalen Wissenschaftszentrum (Narodowe Centrum Nauki, NCN) und der Euroregion Pro Europa Viadrina (EFRE-Mittel) gefördert worden. Das Institut war Partner der wissenschaftlichen Online-Plattform Polenstudien.Interdisziplinär (Pol-Int).
Ein wichtiges Tätigkeitsfeld des Deutsch-Polnischen Forschungsinstituts war die Verbreitung der Ergebnisse durchgeführter Forschungen mittels von den Institutsangehörigen organisierten oder mitorganisierten Konferenzen, Tagungen, Kolloquien und Vorträgen. Das Institut war 2017 Mitveranstalter des IV. Kongresses Polenforschung „Grenzen im Fluss“. Zudem entwickelten die Institutsangehörigen zahlreiche grenzüberschreitende Aktivitäten zur Entwicklung der regionalen wie lokalen Zivilgesellschaft sowie zur Stärkung der Kultur des gesellschaftlichen Dialogs auf polnischer wie deutscher Seite in Form von populärwissenschaftlichen Veranstaltungen, Seminaren für Schulklassen, Seniorenfortbildungen oder Autorenlesungen.

## Veröffentlichungen
Neben zahlreichen Publikationen wurden allein neun Bände im Rahmen der im Logos Verlag Berlin erscheinenden Wissenschaftlichen Reihe des Collegium Polonicum Thematicon herausgegeben. Der 2016 als Festschrift für den scheidenden geschäftsführenden Institutsdirektor Andrzej J. Szwarc herausgegebene interdisziplinäre Sammelband vermittelt dabei eine Übersicht über zentrale Forschungsprojekte am Deutsch-Polnischen Forschungsinstitut. Die Monographie Polski Dziki Zachód. Przymusowe migracje i kulturowe oswajanie Nadodrza 1945-1948 (deutsch: Polens Wilder Westen. Erzwungene Migration und die kulturelle Aneignung des Oderraums 1945-1948) von Beata Halicka wurde 2016 als bestes geschichtswissenschaftliches Buch des Jahres mit dem Identitas-Preis ausgezeichnet.

## Das Institut und die Gründung einer deutsch-polnischen Fakultät

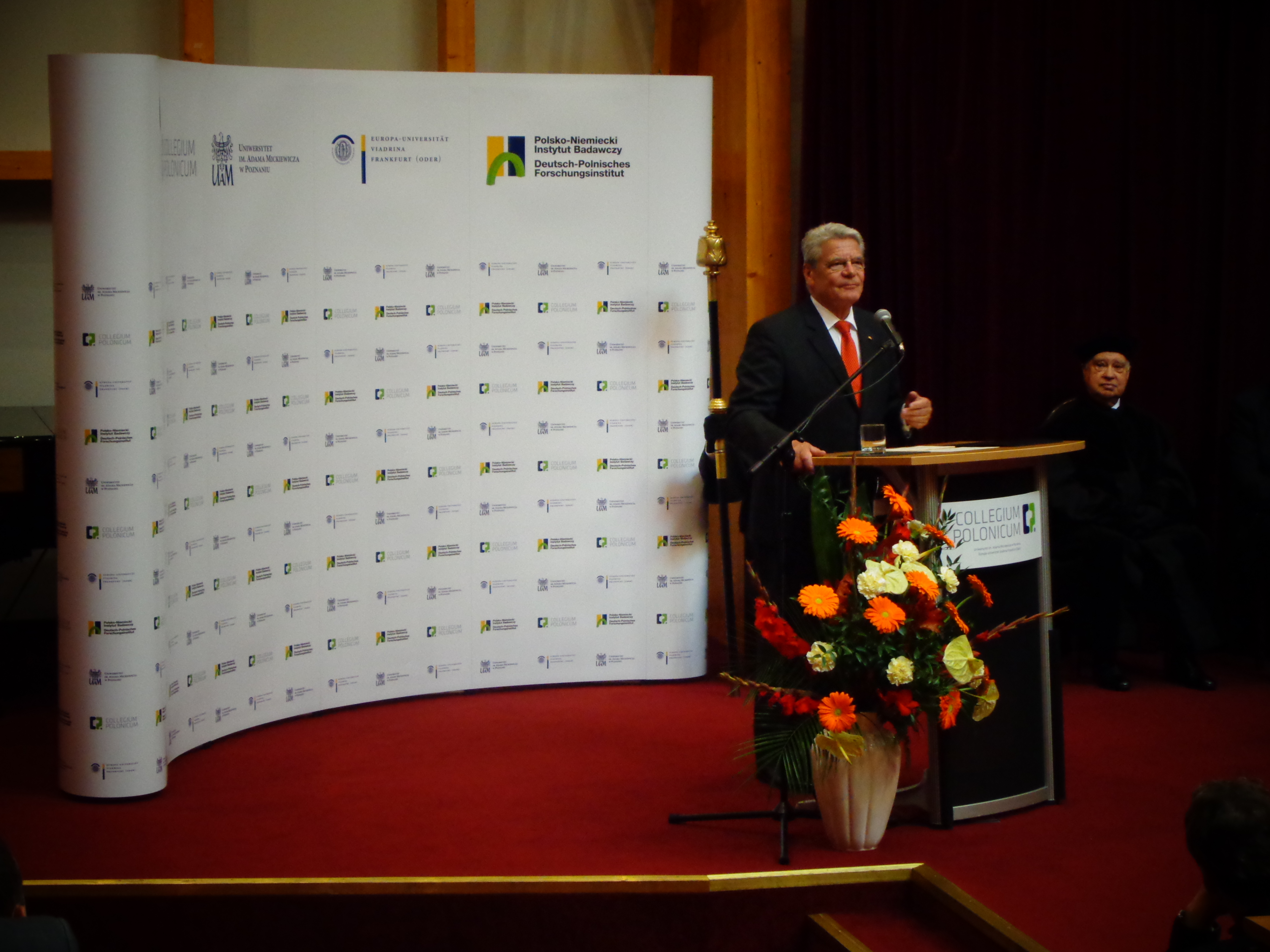
Bundespräsident Joachim Gauck während seiner Rede zur Eröffnung des akademischen Jahres im Collegium Polonicum, 2013. Am rechten Bildrand der geschäftsführende Institutsdirektor Andrzej J. Szwarc

Am 18. Oktober 2013 fand die Eröffnung des akademischen Jahres 2013-14 am Collegium Polonicum im Beisein des polnischen Staatspräsidenten Bronisław Komorowski und von Bundespräsident Joachim Gauck statt. Dieser entwickelte in seiner Rede die Vision einer deutsch-polnischen Universität. Von Seiten der Europa-Universität und der Adam-Mickiewicz-Universität wurde diese Vision in der Folge in der Zielstellung der Gründung einer gemeinsamen deutsch-polnischen Fakultät konkretisiert, deren Kern das Deutsch-Polnische Forschungsinstitut bilden sollte. Diese internationale Fakultät sollte als transnationale, partnerschaftlich gegründete Körperschaft mit eigener Rechtspersönlichkeit die weltweit erste dieser Art werden. Entwickelt wurde das Konzept einer interdisziplinären Fakultät der Regional- und Europastudien, welche die Forschungskompetenzen am Collegium Polonicum bündeln und um den Aspekt der Digitalisierung erweitern sollte. Die Bedeutung des Instituts als Grundlage zur Schaffung mehrerer Organisationseinheiten der künftigen gemeinsamen Fakultät, in welche das Collegium Polonicum umgestaltet werden sollte, wurde auf den Jubiläumsfeierlichkeiten sowohl zum 25-jährigen Bestehens des Collegium Polonicums am 13. Oktober 2016 wie zum fünfjährigen Bestehen des Deutsch-Polnischen Forschungsinstituts am 20. Oktober 2017 ausdrücklich gewürdigt.

## Schließung
Im April 2016 wurden an der Adam-Mickiewicz-Universität turnusgemäß Neuwahlen der Universitätsleitung durchgeführt. Mit dem Amtsantritt der neuen Leitung unter dem Rektor Andrzej Lesicki zum 1. September 2016 wurde das Institut von seiner für das Collegium Polonicum zuständigen Prorektorin Beata Mikołajczyk geführt. Diese trat als geschäftsführende Direktorin auf, obwohl sie nicht – wie in der Institutsordnung vorgesehen – durch einen gemeinsamen Beschluss mit der Europa-Universität Viadrina legitimiert war. Im Mai 2018 wechselte die Zuständigkeit zum Prorektor Tadeusz Wallas, der – wiederum ohne gemeinsamen Beschluss mit der Europa-Universität Viadrina – einen der Institutsmitarbeiter als geschäftsführenden Direktor einsetzte. Auf Seiten der Viadrina waren in dieser Zeit für das Collegium Polonicum die Vizepräsidentinnen Ines Härtel (bis Anfang 2017) und Janine Nuyken zuständig. Der aus Mitarbeitern beider Hochschulen bestehende Institutsrat, über den gemäß der Institutsordnung Einfluss- und Kontrollmöglichkeit zur Verwendung der von beiden Hochschulen bereitgestellten Mittel und zur inhaltlichen Arbeit des Deutsch-Polnischen Forschungsinstituts gesichert waren, wurde seit Oktober 2016 zu keiner Sitzung mehr einberufen.
Den Angehörigen des Deutsch-Polnischen Forschungsinstituts wurde am 7. Juni 2018 die von der Adam-Mickiewicz-Universität angestrebte Schließung des Instituts verkündet. Am 28. Juni 2018 wurde die Schließung zum 31. Dezember 2018 gemeinsam von Europa-Universität Viadrina und Adam-Mickiewicz-Universität beschlossen. Mit der Schließung des Instituts war der ungewöhnliche Schritt der sofortigen Abschaltung seiner Internetpräsenz verbunden. Hinweise auf seine Projekte, Aktivitäten und Mitarbeitenden wurden somit gelöscht, in kurzer Zeit auch auf den Seiten der Europa-Universität Viadrina, der Adam-Mickiewicz-Universität und des Collegium Polonicum.
Kontroverse um Ursachen der Schließung
Die Schließung des Deutsch-Polnischen Forschungsinstituts fand zeitlich parallel zur umfassenden Neugestaltung des polnischen Hochschulrechts durch die Regierung der PIS statt; das entsprechende Gesetz wurde im April 2018 in den Sejm eingebracht und am 4. Juli 2018 verabschiedet. Damit fand eine Umgestaltung der Wissenschafts- und Forschungsstrukturen in Polen ihren Fortgang, die mit der am 18. Dezember 2016 vom polnischen Sejm verabschiedeten Novellierung des Gesetzes über staatliche (nicht universitätszugehörige) Forschungsinstitute in Polen begonnen hatte. Diese hatte die Grundlage der Ablösung zahlreicher Institutsdirektoren und der Neubesetzung von Institutsräten durch die PIS-Regierung gebildet. Zudem wurden zahlreiche separate Gesetze zur Liquidierung und Neugründung einzelner staatlicher Forschungsinstitute verabschiedet, um diesen einer der Geschichtspolitik der PIS entsprechende Forschungsausrichtung zu geben.
Vor diesem Hintergrund wurden Vermutungen laut, dass der Beschluss zur Schließung des Deutsch-Polnischen Forschungsinstituts, der zunächst weder von der Adam-Mickiewicz-Universität noch der Europa-Universität Viadrina kommuniziert worden war, im Zusammenhang mit den hochschulpolitischen Veränderungen in Polen stehen könnte. In der Folge wurde zudem deutlich, dass die Schließung mit der Entlassung von Institutsangehörigen durch die Adam-Mickiewicz-Universität sowie dem Abbruch von laufenden deutsch-polnischen Drittmittelprojekten verbunden war. Von der Adam-Mickiewicz-Universität und der Europa-Universität Viadrina wurde jedoch die Institutsschließung ausschließlich mit der Notwendigkeit der Bündelung von Ressourcen auf Seiten der Adam-Mickiewicz-Universität für die Gründung der European New School of Digital Studies begründet. Im August 2019 erhielt die Europa-Universität Viadrina vom Land Brandenburg die Zusage zur Finanzierung (insgesamt 4,16 Mio. EUR 2019-23) des Projektes European New School of Digital Studies; eine finanzielle Beteiligung von polnischer Seite erfolgt nicht. Die besondere Förderung des Landes Brandenburg wurde damit begründet, dass die European New School of Digital Studies „zunächst als wissenschaftliche Einrichtung der Viadrina errichtet werden und perspektivisch zu einer internationalen Fakultät unter Beteiligung ausländischer Universitäten weiterentwickelt werden“ soll. Dabei wird vom Ministerpräsidenten Dietmar Woidke, zugleich Polenkoordinator der Bundesregierung, insbesondere gewürdigt: „Dieser Schritt ist Ergebnis der vertieften und guten Zusammenarbeit der Universitäten von Poznań und Frankfurt (Oder). Ich freue mich über die damit einhergehende Stärkung der deutsch-polnischen Wissenschaftskooperation, die auf die Region ausstrahlen wird.“ Hingegen war die Europa-Universität Viadrina nach eigener Aussage „Leader“ und die Adam-Mickiewicz-Universität an der Entwicklung des Projektes kaum beteiligt. Die Adam-Mickiewicz-Universität wird Lehrkräfte für einzelne Lehrveranstaltungen abordnen, jedoch keine Stellen Collegium Polonicum dafür schaffen.

## Trivia
Das Deutsch-Polnische Forschungsinstitut veranstaltete während seines Bestehens gemeinsam mit dem Studiengang Polnische Philologie als Fremdsprache am Collegium Polonicum eine regelmäßige Autorenlesereihe unter dem Titel „Gespräche an/über Grenzen“, die neben anderen polnischen Schriftstellern wie Inga Iwasiów und Ignacy Karpowicz am 21. April 2015 auch die spätere Literaturnobelpreisträgerin Olga Tokarczuk an die Oder führte.
In einem Forschungsvorhaben am Deutsch-Polnischen Forschungsinstitut zu im kirchlichen Raum tätigen Persönlichkeiten der grenzübergreifenden Versöhnung wurde unter anderem auch das Wirken von Ernst-Alfred Jauch behandelt. An einer der im Rahmen dieses Projektes durchgeführten Veranstaltung am 23. November 2018 vor Schülern einer katholischen Schule in Berlin, in der der Einsatz von E.-A. Jauch für die französisch- wie polnisch-deutsche Nachkriegsverständigung gewürdigt wurde, nahm auch sein Sohn Günther Jauch teil. Dies sollte sich rückwirkend als letzte Veranstaltung des Deutsch-Polnischen Forschungsinstituts erweisen.